# Lettres d'amour entre un noble et sa sœur
 (mai 2025).
Les Lettres d'amour entre un noble et sa sœur (anglais: Love Letters Between a Nobleman and His Sister) sont un roman épistolaire écrit par l'auteur anglais Aphra Behn en 1684. Le texte relate les amours scandaleuses d'un aristocrate, Philander, avec la sœur de son épouse, Sylvia, autrement dit avec sa belle-sœur (et non sa sœur biologique). L'œuvre, tout en étant d'un grand romantisme, présente également des aspects politiques ou sexuellement explicites. L'auteur organise le roman en deux parties, rédigées dans deux styles nettement différents.

Il s'agit du tout premier roman écrit par Aphra Behn, et c'est aussi l'un des premiers romans en langue anglaise. Les Lettres d'amour furent suivies d'une autre histoire d'amour tragique, dans Oronoko (qui est par ailleurs peut-être le premier roman occidental thématisant la question de l'esclavage). Au-delà de la description de la répartition sexuelle des rôles dans la société de l'époque, Behn engage une véritable réflexion sur les notions de genre et d'identité.

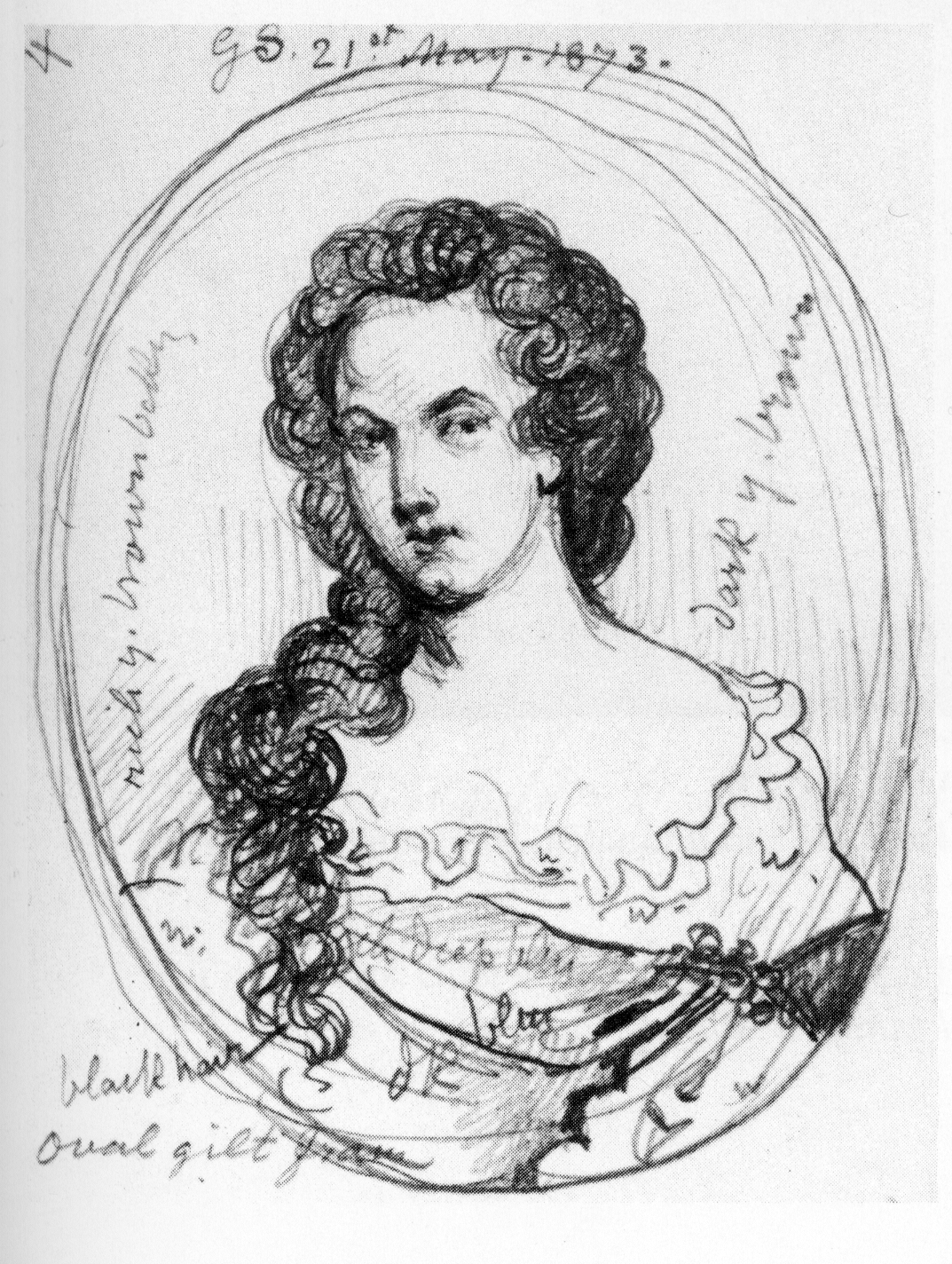
Esquisse d’un portrait d’Aphra Behn par George Scharf.